# Krákur
Krákur är ett berg i republiken Island. Det ligger i regionen Norðurland vestra, 130 km nordost om huvudstaden Reykjavík. Toppen på Krákur är 1 188 meter över havet.
Trakten runt Krákur är nära nog obefolkad, med mindre än två invånare per kvadratkilometer. Det finns inga samhällen i närheten. Trakten runt Krákur består i huvudsak av gräsmarker.